# Timotes
Timotes – miasto w Wenezueli, w stanie Mérida.